# وزارة المالية (جزر البهاما)
وزارة المالية (بالإنجليزيَّة: Ministry of Finance) هي وزارة حكومية في جزر البهاما مسؤولة عن رعاية وإدارة السياسات المالية العامة في البلاد. يعد تطوير وإدارة الميزانية الحكومية السنوية جانبًا رئيسيًا من وظيفة الوزارة. الوزير الحالي هو فيليب دافيس، منذ سنة 2021.